# Sodong (Saketi)
Sodong is een bestuurslaag in het regentschap Pandeglang van de provincie Banten, Indonesië. Sodong telt 3920 inwoners (volkstelling 2010).